# Костишин Ілія
Ілія Костишин — український громадський діяч. Працював поштовим службовцем. Делегат Української Національної Ради ЗУНР, представляв Зборівський повіт.